# HD114170
HD114170 — хімічно пекулярна зоря спектрального класу A3, що має видиму зоряну величину в смузі V приблизно  9,0.
Вона  розташована на відстані близько 728,0 світлових років від Сонця.